# Harina de garbanzo

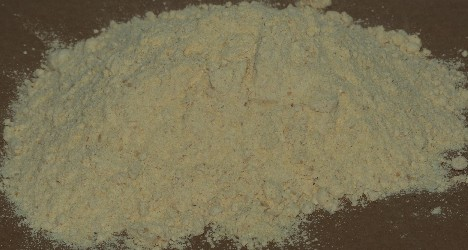
Harina de garbanzo

La harina de garbanzos (en hindi: बेसन, tr.: besan; en birmano: ပဲမှုန့်, tr.: pell mhu n; en urdu: بيسن‎) es el producto obtenido de pulverizar finamente ciertas variedades de garbanzo. También conocida como harina chana. Es un elemento muy importante en la cocina del Subcontinente indio, incluyendo las gastronomías de India, Bangladés, Birmania, Nepal, Pakistán y Sri Lanka. Se emplea, por ejemplo, en la elaboración de pakoras (como rebozador). Desde el punto de vista nutricional constituye un alimento rico en proteínas, hidratos de carbono, minerales y vitaminas. La cantidad de fibra presente en el garbanzo disminuye notablemente debido al proceso de molienda. Puede ser producida a partir de granos crudos o tostados, estos últimos de más sabor frente a los primeros, ligeramente más amargos.

## Uso
Su principal uso se centra en la cocina. En occidente se suele emplear en las dietas sin gluten como un sustituto de la harina de trigo, y se suele mezclar con esta refinada para dar pan ácimo. También se emplea como ingrediente en productos de confitería. 
Es un ingrediente muy utilizado en la cocina vegana, mezclada con agua, como sustituto del huevo.
En España, se utiliza habitualmente en Andalucía en zona de costa para frituras de pescado y para elaborar «tortillitas de camarón», una de las tapas más típicas de la bahía de Cádiz.
En Francia, se utiliza para hacer la socca de Niza, también llamada Cade en la ciudad de Tolón. En Marsella, se consume en forma de discos de masa frita llamados panisse.
Con ella se elabora fainá tanto en Italia (donde se consume como producto típico) como en Argentina y Uruguay (donde se utiliza generalmente como acompañamiento de la pizza).